# 杨柑河
杨柑河，位于中华人民共和国广东省西南部雷州半岛西北部，发源于廉江市横山镇老凌村油丰塘，蜿蜒西南流，过央村后进入遂溪县境，于遂溪洋青镇东方红村以北转西流，于杨柑镇新埠村和界炮镇斗仑村之间注入南海北部湾。河长43千米，平均比降0.56‰，流域面积432平方千米。年均径流量3.24亿立方米。杨柑河河道弯曲，沿岸水土流失严重，河床逐年淤高。流域内易发生水旱灾害。